# Clásica de San Sebastián 1998
La 18º edición de la Clásica de San Sebastián se disputó el 8 de agosto de 1998, por un circuito por Guipúzcoa con inicio y final en San Sebastián, sobre un trazado de 232 kilómetros. La prueba perteneció a la Copa del Mundo
El ganador de la carrera fue el italiano Francesco Casagrande (Cofidis), que se impuso a sus dos compañeros de fuga. El belga Axel Merckx (Team Polti) y el italiano Leonardo Piepoli (Saeco) fueron segundo y tercero respectivamente.

## Clasificación final
| Posición | Ciclista             | Equipo             | Tiempo   |
| -------- | -------------------- | ------------------ | -------- |
| 1        | Francesco Casagrande | Cofidis            | 5h43'45" |
| 2        | Axel Merckx          | Team Polti         | s.t.     |
| 3        | Leonardo Piepoli     | Saeco              | a 2"     |
| 4        | Andrea Tafi          | Mapei-Bricobi      | a 1'15"  |
| 5        | Daniele Nardello     | Mapei-Bricobi      | s.t.     |
| 6        | Maximilian Sciandri  | Française des Jeux | a 1'20"  |
| 7        | Ángel Casero         | Vitalicio Seguros  | s.t.     |
| 8        | Léon van Bon         | Rabobank           | a 1'43"  |
| 9        | Udo Bölts            | Deutsche Tel.      | s.t.     |
| 10       | Giuseppe Di Grande   | Mapei-Bricobi      | s.t.     |